# 欣赏指数
观众欣赏指数（Audience Appreciation Index，AI）是在英国用于确定公众对电视、广播节目或广播服务评价的指标，满分为100。
在2002年之前，AI指标由为英国主要电视台和广告商统计收视率的BARB计算。现在，AI由GfK NOP为英国广播公司观众研究部通过网络进行调查。
AI在节目播出的一天后调查，结果通常在节目播出两天后公布，但BBC通常不被公开这些数据。对于观众面窄和专业节目来说，AI尤为有用。如果一个节目在收视率上一般，AI是否高会帮助确定这个节目能继续。
BBC电视节目（至2011年6月）的平均AI评价为82，广播节目为80。据报，2009年英国广播公司第一台和ITV1戏剧节目的平均AI为84。专业节目的AI往往较高。BBC制作人员的内部指引是，85或更高则被认为是“很棒”，超过90是少见的，低于60是烂，低于55是很烂。有时一个节目不会得到AI，原因是这个节目太小。AI不是决定性的评价标准，可用它在同类节目间做比较，不同类型的节目（比如戏剧和问答节目） 间做比较是没有意义的。
超过90的AI是不常见的，通常在吸引有限观众的节目中出现，如小频道（如Sky1）引进的美国节目、专业节目和一些非常受欢迎的戏剧。2009年末前AI最高的节目是一个Sky1引进的美国节目，为97。低于30的节目很少，一些政党政治广播会低于20。一个对AI的评价是，观众会给自己喜欢的，或期待喜欢的节目更好的评价。